# サンタ・エウラリア大聖堂

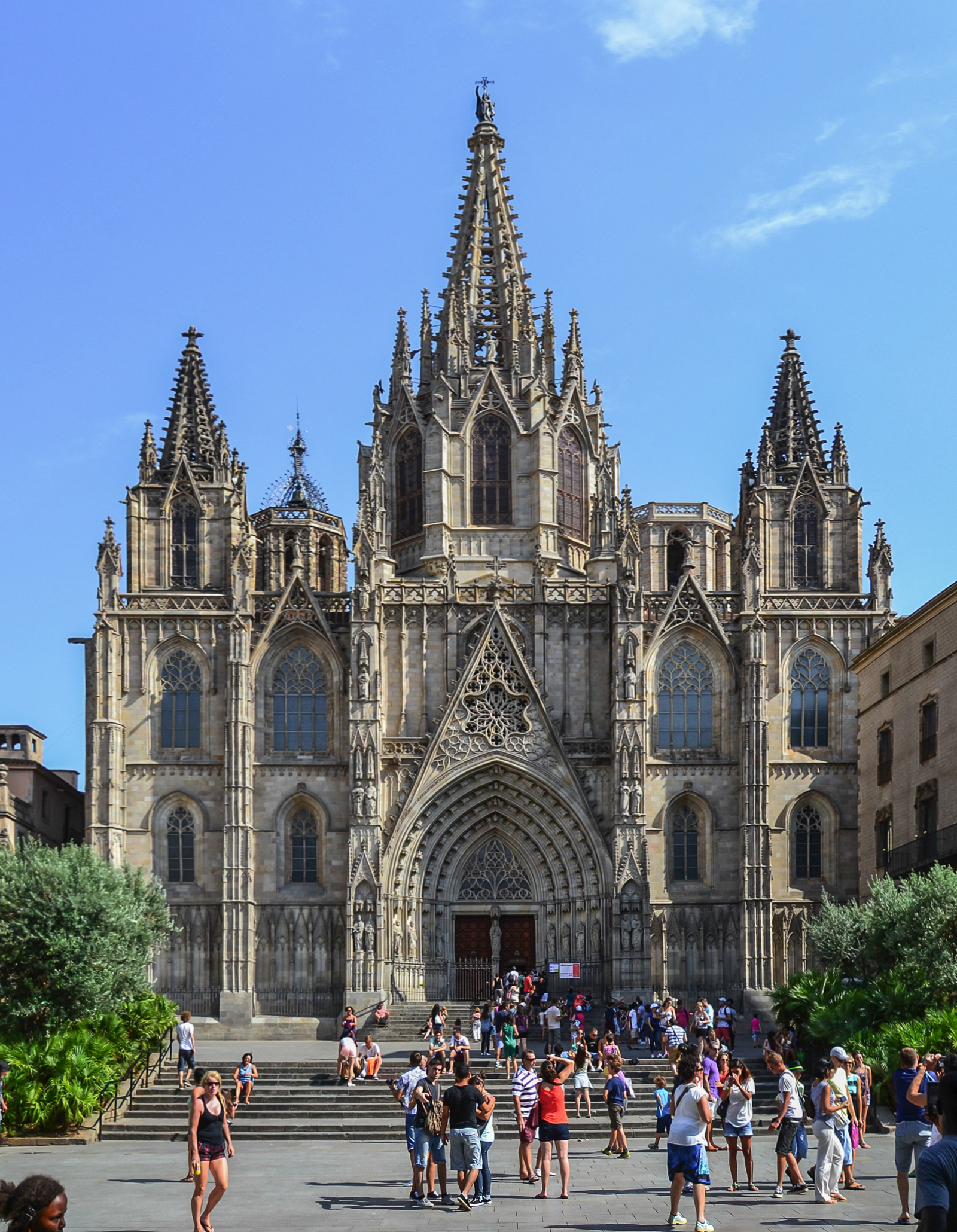
サンタ・エウラリア大聖堂

サンタ・クレウ・イ・サンタ・エウラリア大聖堂 （La Catedral de la Santa Creu i Santa Eulàlia）は、スペイン・カタルーニャ州バルセロナ県バルセロナにあるカトリック教会の教会建築。バルセロナ市民からは単にラ・セウ（La Seu）と呼ばれる。バルセロナ大司教座が置かれている。

## 歴史

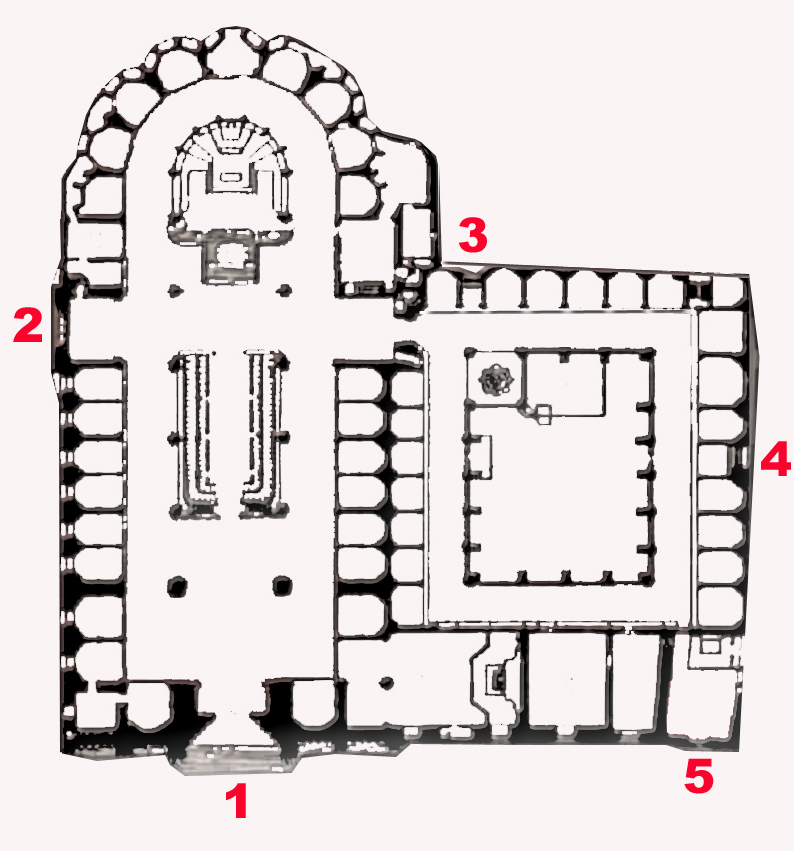
大聖堂平面図。1- プリンシパル門
2- サン・イウ門
3- ピエタ門
4- サンタ・エウラリア門
5-サンタ・リュシア門

かつてこの場所には原始キリスト教の教会があった。この建物は西ゴート王国時代にも使われた。教会最古の遺跡部分は現在バルセロナ市歴史博物館に保存されている。986年、アル＝マンスールによるバルセロナ占領で教会は破壊された。1058年、ロマネスク様式に立て替えられた。
現在の建物はバルセロナ伯ジャウマ2世（アラゴン王としてはハイメ2世）時代の1298年に建設が始まり、およそ150年後に完成したゴシック様式建築である。聖十字架及びバルセロナの守護聖人である聖エウラリア（伝承によると、ディオクレティアヌス帝時代のキリスト教徒大迫害で殉教）に献堂された。聖エウラリアの遺骸は当時のバルセロナ司教フロドイによって地下納骨堂に埋葬された。
ファサードは1888年のバルセロナ万博にそなえ改装されたネオゴシック様式である。本堂と回廊は完全に同じ様式で統一されている。最長部で90メートル、横が40メートルある。本堂と5つの側廊の高さが等しく、交差廊は先端が短い。大聖堂内の回廊では、13歳で殉教した聖エウラリア（es）にちなみ、13羽の白いガンが飼われている。

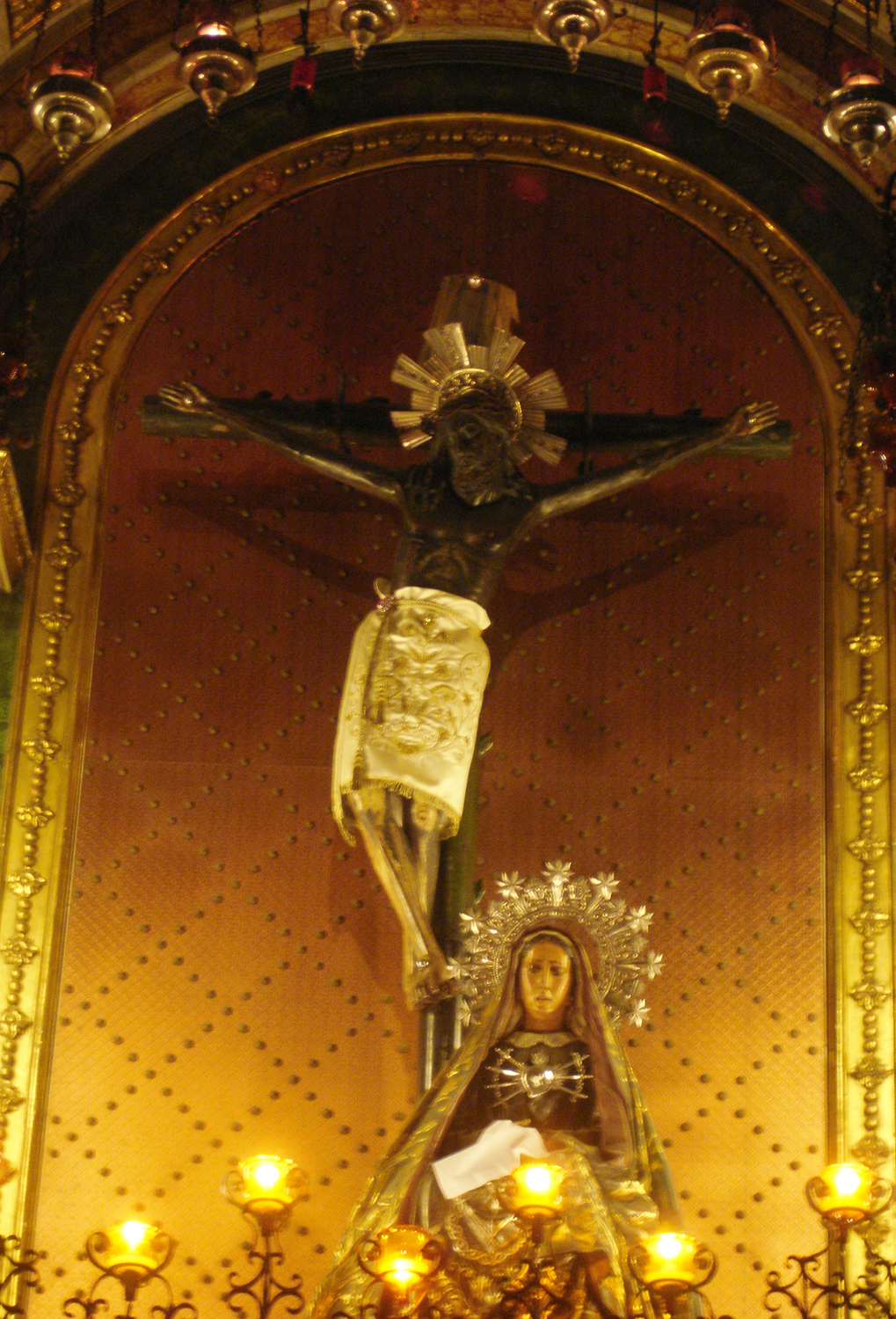
レパントのキリスト像。
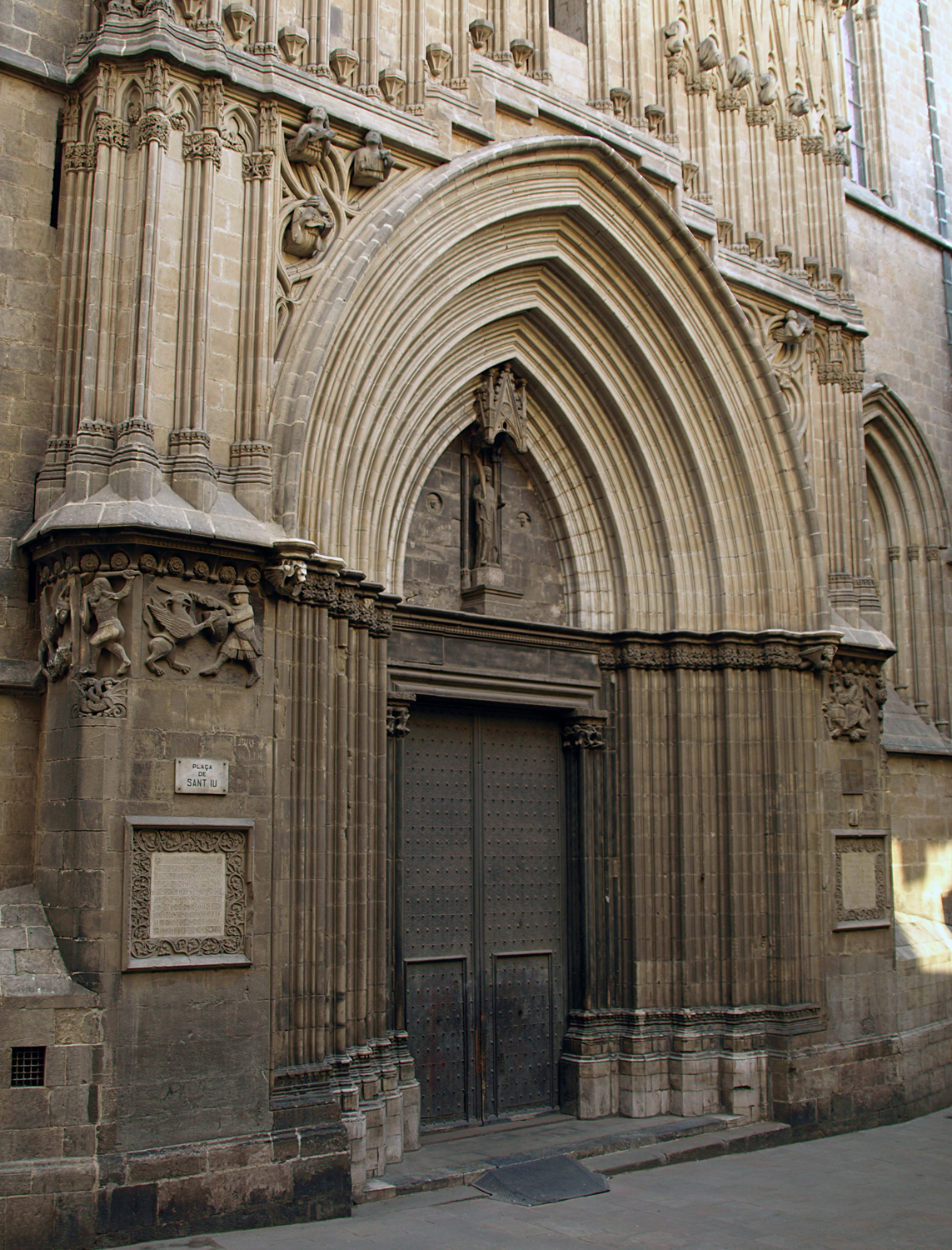
大聖堂最古の門であるサン・イウ門
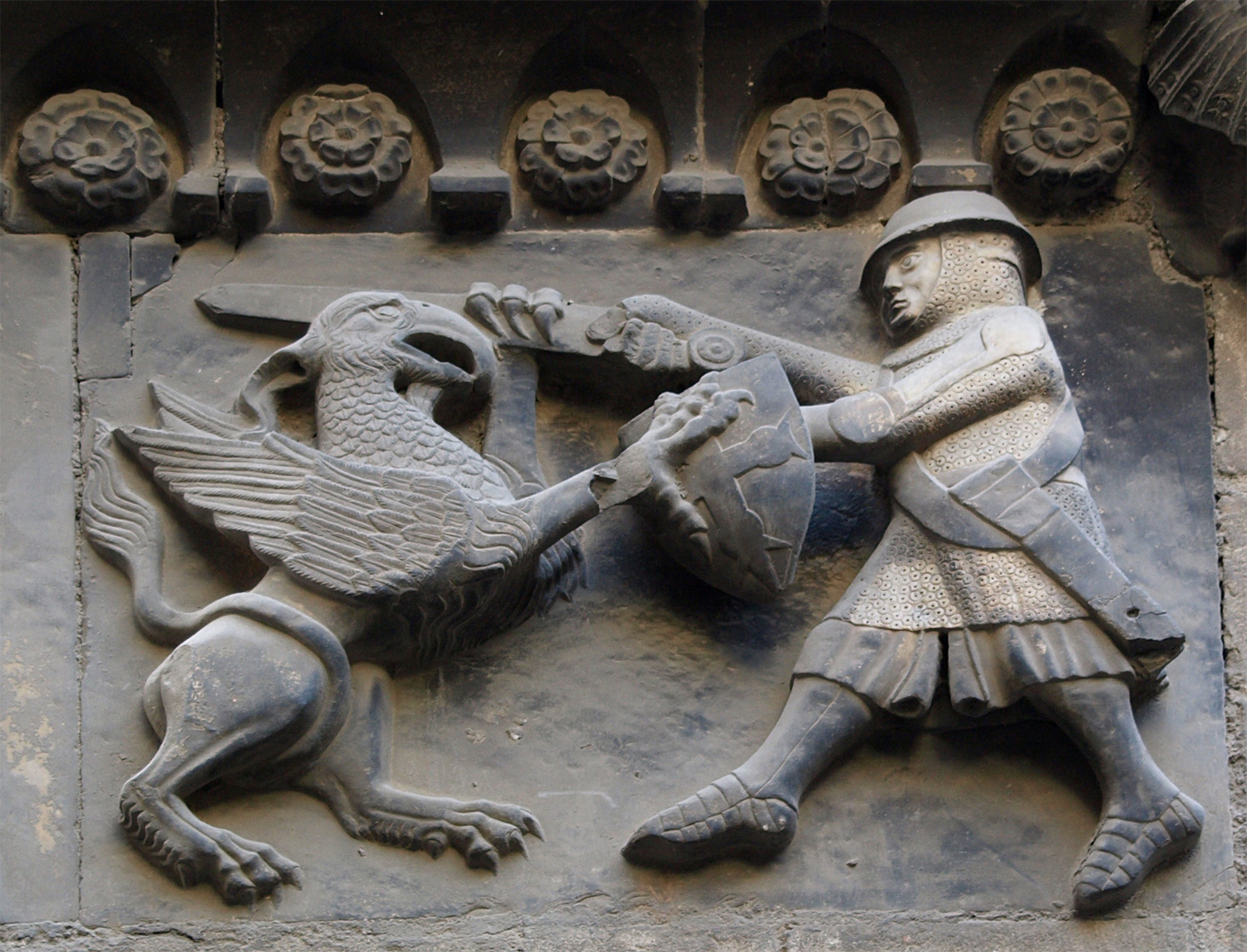
グリフォンと戦う騎士
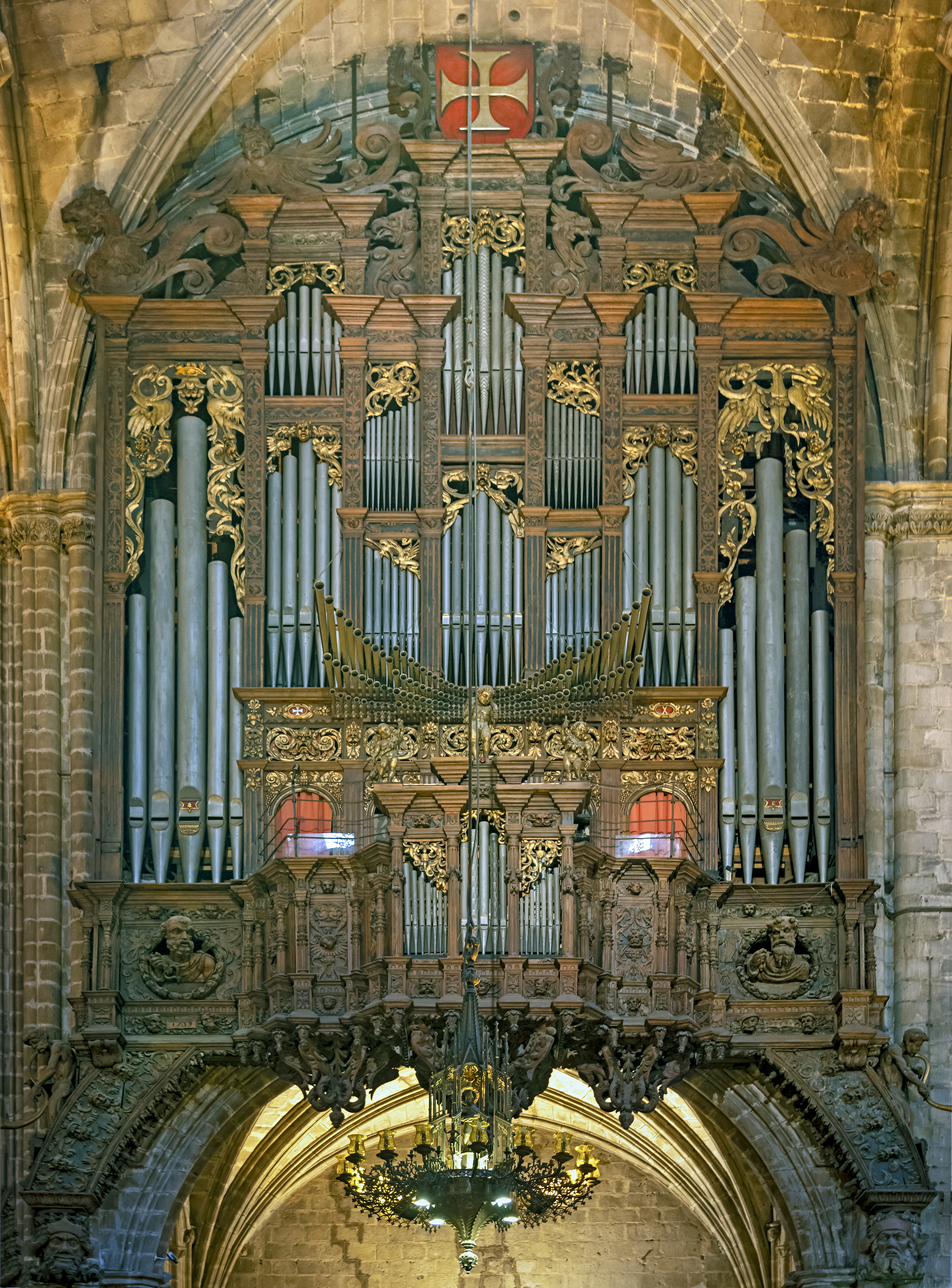
ルネサンス期のオルガン
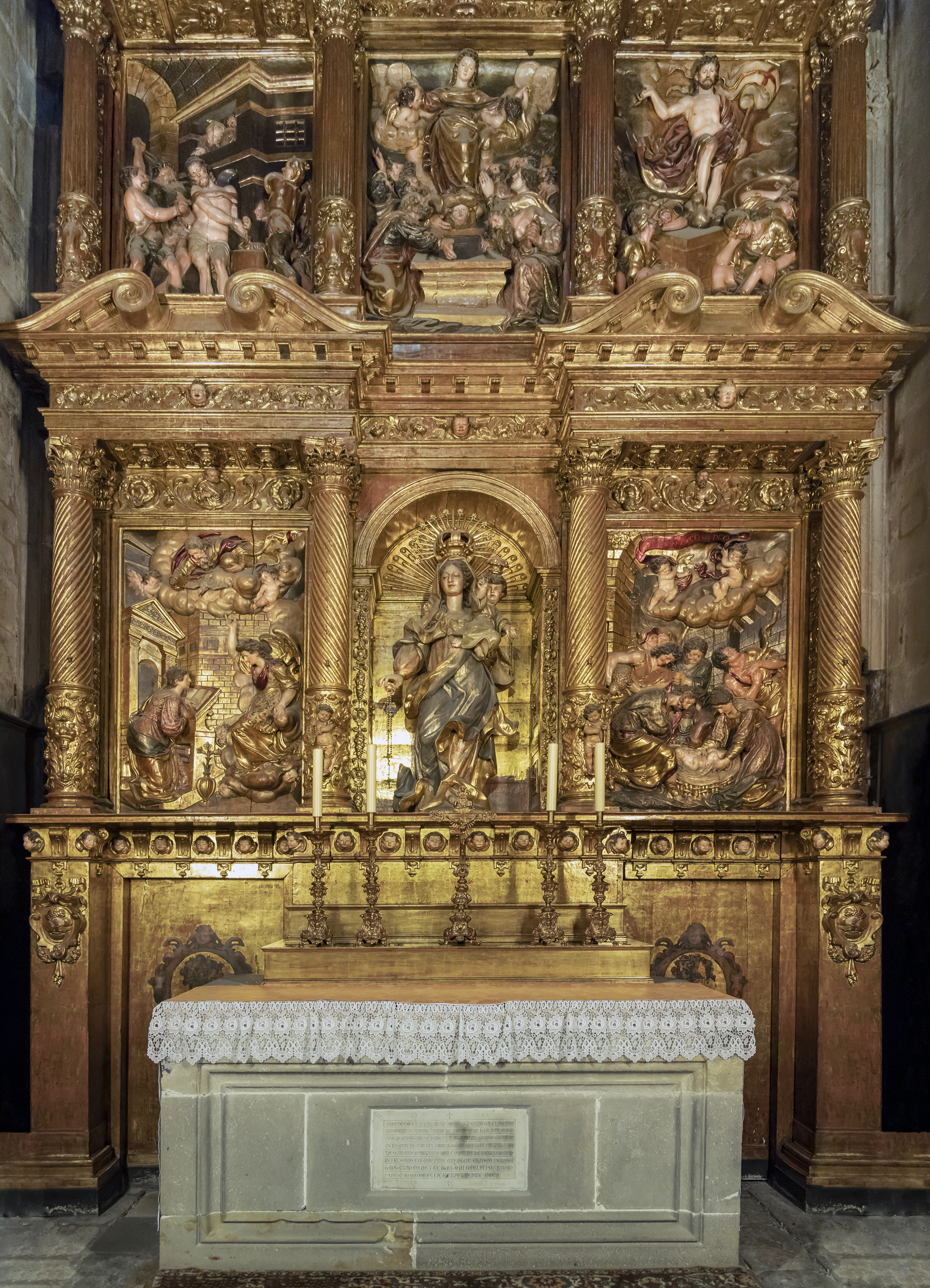
ロザリオの聖母の祭壇。バロック様式
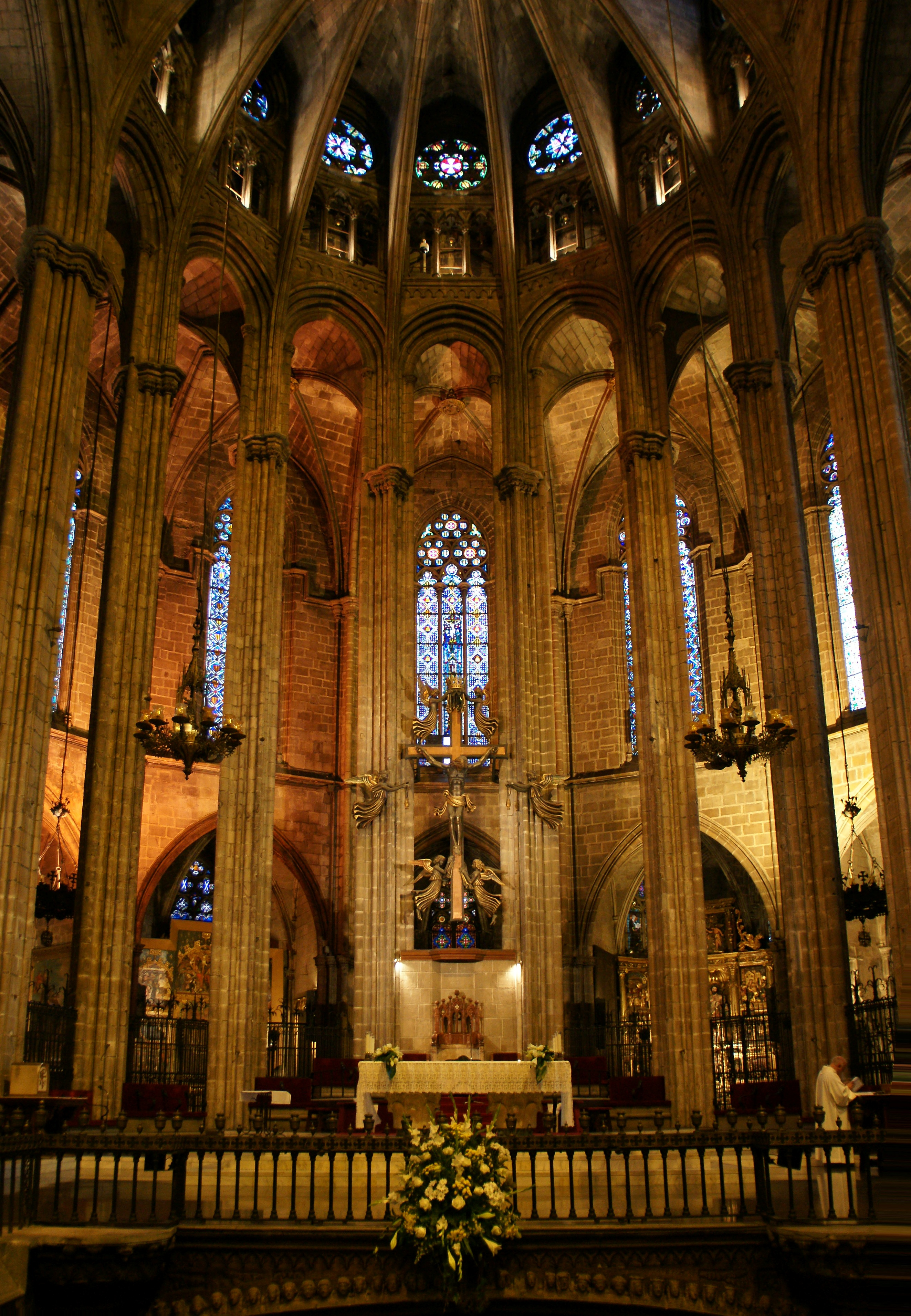
本堂内部
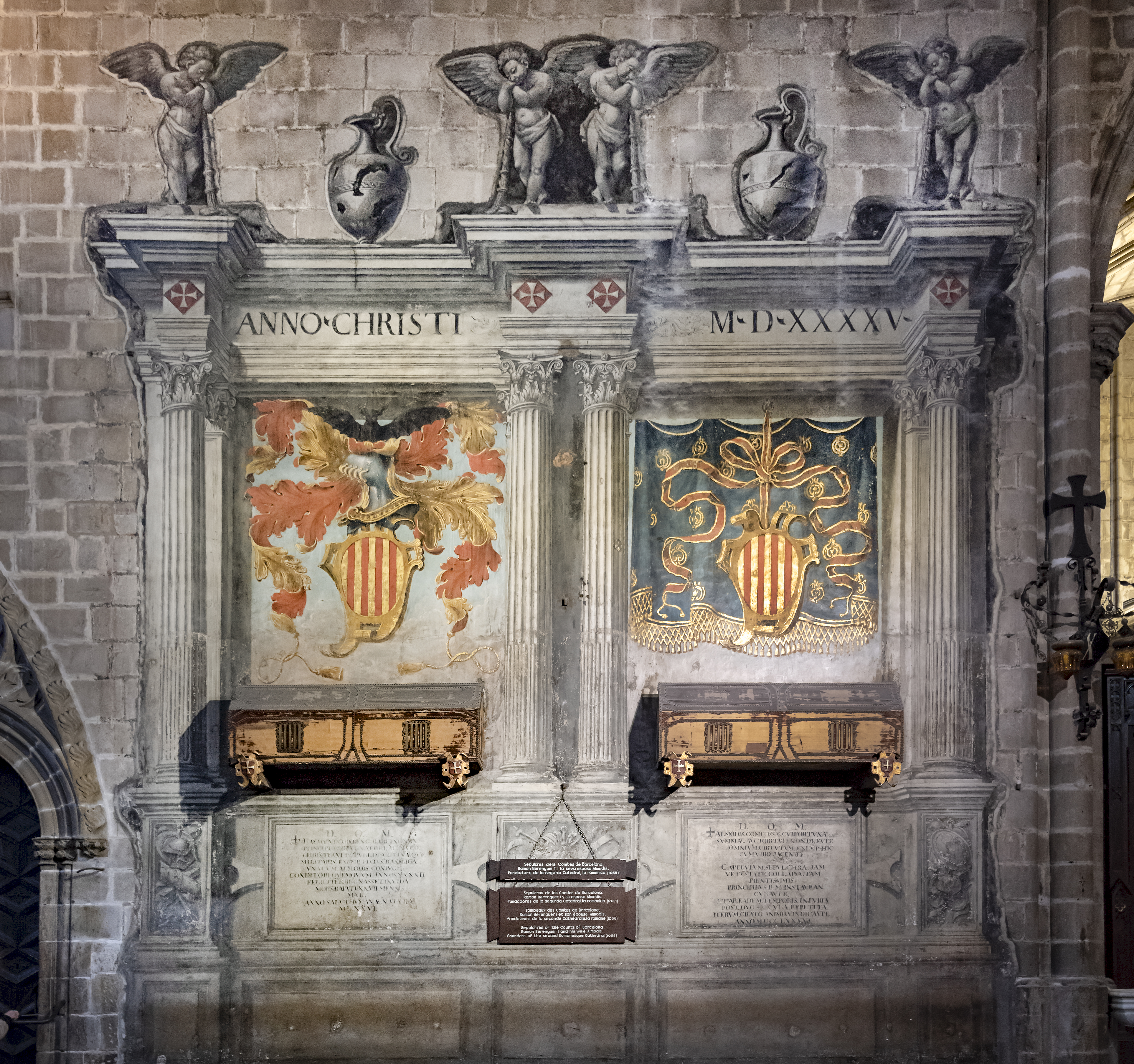
バルセロナ伯ラモン・バランゲー1世と妃アルモディスの棺
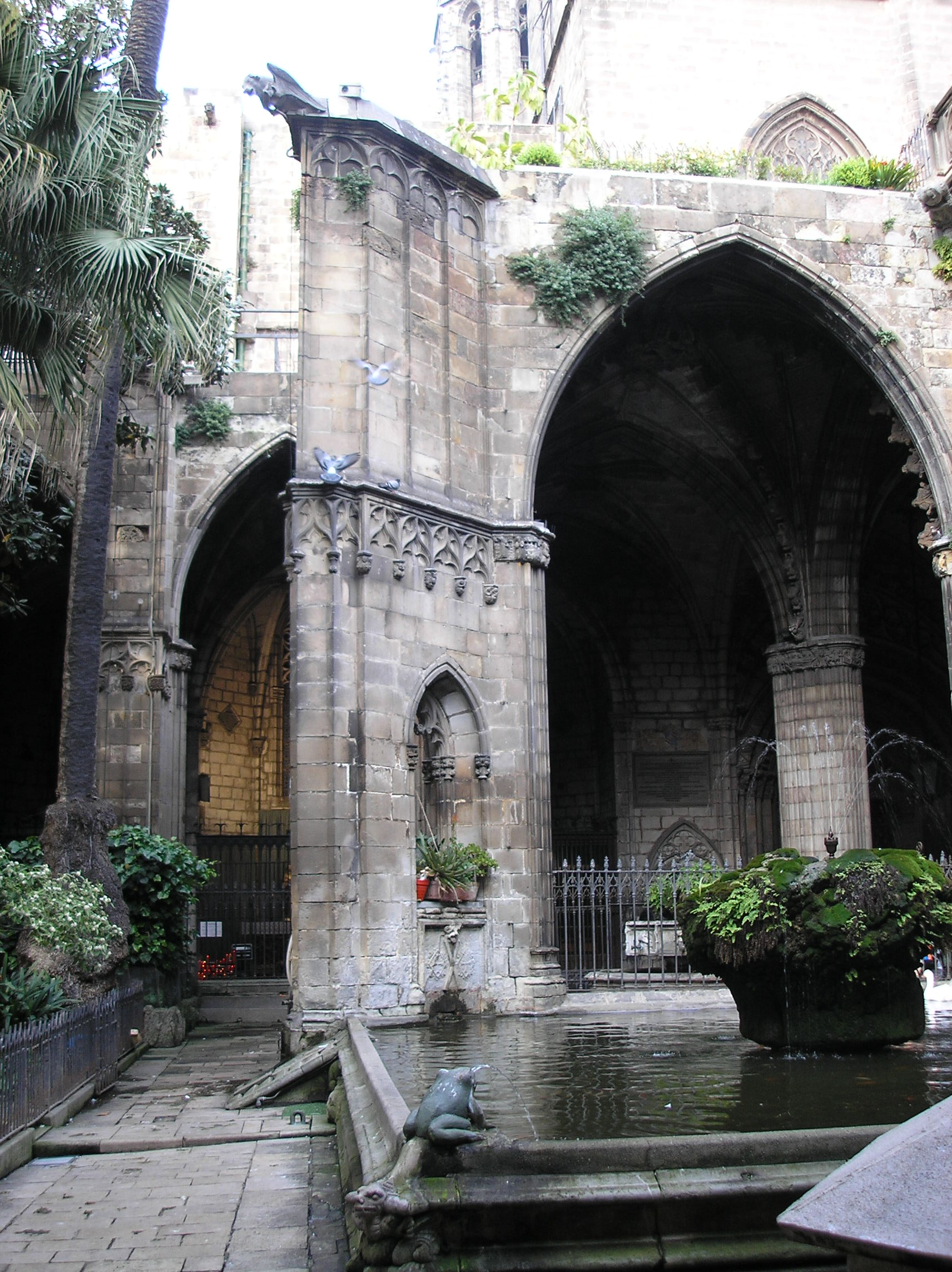
回廊に面した庭